# Fritz Yngvar Moen
Fritz Yngvar Moen né le 17 décembre 1941 à Sarpsborg et mort le 28 mars 2005 à Oslo est un Norvégien condamné à tort pour le meurtre de deux jeunes femmes, purgeant un total de 18 ans de prison. Après l'annulation des condamnations, une enquête officielle a été ouverte pour établir ce qui n'avait pas fonctionné dans le traitement de l'affaire par les autorités, et le 25 juin 2007, la commission a adressé des critiques sévères à la police, au parquet et aux tribunaux dans ce qui a été immédiatement qualifié de la pire erreur judiciaire de tous les temps en Norvège,.
Moen est né  sourd et il était partiellement paralysé à cause d'un accident mais avait une intelligence normale et une bonne mémoire.